# Marvin Stamm
Marvin Stamm (* 23. května 1939 Memphis, Tennessee) je americký jazzový trumpetista. Na trubku začal hrát ve svých dvanácti letech. V letech 1961–1963 hrál v orchestru Stana Kentona, později s Woody Hermanem a v letech 1966–1972 v orchestru Thada Jonese a Mela Lewise. Později spolupracoval s řadou dalších hudebníků, mezi které patří Oliver Nelson, Gábor Szabó, Randy Weston, Paul Desmond a Kenny Burrell.